# Chiguancolijster
De chiguancolijster (Turdus chiguanco) is een zangvogel uit de familie lijsters (Turdidae).

## Verspreiding en leefgebied
Deze soort telt 3 ondersoorten:
- T. c. chiguanco: de Peruaanse kust, westelijk Bolivia en uiterst noordelijk Chili.
- T. c. conradi: van centraal Ecuador tot centraal Peru.
- T. c. anthracinus: van zuidelijk Bolivia, noordoostelijk Chili tot het westelijke deel van Centraal-Argentinië.